# 石川総因
石川 総因（いしかわ ふさより）は、江戸時代前期の旗本。貞當系石川家（大島石川家）4代。

## 生涯
寛文11年（1671年）石川義當の三男として誕生し、下條長兵衛信隆の養子となり信澄と称した。元禄5年11月1日（1692年12月8日）将軍徳川綱吉に拝謁する。この後御書院番・桐間番近習・御小姓・進物役を務める。
正徳5年（1715年）兄総乗の養嗣子義武が亡くなったことから、幕命により兄の養子になる。同年12月（1716年1月）将軍家継に拝謁し、享保5年5月（1720年6月）総乗が死去により8月4日（9月6日）大島石川家の家督を継いだ。
御小姓組番頭となり享保7年12月18日（1723年1月24日）従五位下・丹後守に叙任し、御書院番頭を務め駿府大番となったが享保13年9月7日（1728年10月9日）同地で死去した。